# Liste du patrimoine culturel immatériel de l'humanité en Slovénie
Cet article recense les pratiques inscrites au patrimoine culturel immatériel en Slovénie.

## Statistiques
La Slovénie a ratifié la convention pour la sauvegarde du patrimoine culturel immatériel le 18 septembre 2008. La première pratique protégée est inscrite en 2016.
En 2023, la Slovénie compte 7 éléments inscrits au patrimoine culturel immatériel, sur la liste représentative.

## Listes

### Liste représentative
Les éléments suivants sont inscrits sur la liste représentative du patrimoine culturel immatériel de l'humanité :
| Élément                                                               | Type | Subdivision | Année | Lien  | Notes | Illus. |
| --------------------------------------------------------------------- | --- | ----------- | ----- | ----- | --- | ------ |
| La représentation de la Passion à Škofja Loka                         | arts du spectacle | Škofja Loka | 2016  | 01203 | |        |
| La tournée de maison en maison des Kurenti (en)                       | pratiques sociales, rituels et événements festifs | Ptuj        | 2017  | 01278 | |        |
| L'art de la construction en pierre sèche : savoir-faire et techniques | connaissances et pratiques concernant la nature et l'univers pratiques sociales, rituels et événements festifs savoir-faire liés à l’artisanat traditionnel traditions et expressions orales |             | 2018  | 02106 | Partagé avec Chypre, la Croatie, l'Espagne, la France, la Grèce, l'Italie et la Suisse Étendu en 2024 à l'Andorre, l'Autriche, la Belgique, l'Irlande et au Luxembourg |        |
| La dentellerie aux fuseaux en Slovénie                                | savoir-faire liés à l'artisanat traditionnel |             | 2018  | 01378 | |        |
| La culture apicole en Slovénie, un mode de vie                        | savoir-faire liés à l'artisanat traditionnel connaissances et pratiques concernant la nature et l'univers                                                                                    | Škofja Loka | 2016  | 01203 | |        |
| Les traditions d'élevage des chevaux Lipizzan                         | connaissances et pratiques concernant la nature et l'univers |             | 2022  | 01687 | Partagé avec l'Autriche, la Bosnie-Herzégovine, la Croatie, la Hongrie, l'Italie, la Roumanie et la Slovaquie                                                          |        |
| La maïeutique : connaissances, savoir-faire et pratiques              | connaissances et pratiques concernant la nature et l'univers |             | 2023  | 01968 | Partagé avec l'Allemagne, Chypre, la Colombie, le Kirghizistan, le Luxembourg, la Nigeria et le Togo                                                                   |        |

### Patrimoine immatériel nécessitant une sauvegarde urgente
La Slovénie ne compte aucun élément listé sur la liste du patrimoine immatériel nécessitant une sauvegarde urgente.

### Registre des meilleures pratiques de sauvegarde
La Slovénie ne compte aucune pratique listée au registre des meilleures pratiques de sauvegarde.